# Emiratos Árabes Unidos en los Juegos Olímpicos
Los Emiratos Árabes Unidos en los Juegos Olímpicos están representados por el Comité Olímpico Nacional de los Emiratos Árabes Unidos, creado en 1979 y reconocido por el Comité Olímpico Internacional en 1980.
Han participado en once ediciones de los Juegos Olímpicos de Verano, su primera presencia tuvo lugar en Los Ángeles 1984. El país ha obtenido dos medallas en las ediciones de verano, una de oro y una de bronce.
En los Juegos Olímpicos de Invierno los Emiratos Árabes Unidos no han participado en ninguna edición.

## Medallero

### Por edición
Juegos Olímpicos de Verano
| Evento              | Oro | Plata | Bronce | Total |
| ------------------- | --- | ----- | ------ | ----- |
| Los Ángeles 1984    | 0   | 0     | 0      | 0     |
| Seúl 1988           | 0   | 0     | 0      | 0     |
| Barcelona 1992      | 0   | 0     | 0      | 0     |
| Atlanta 1996        | 0   | 0     | 0      | 0     |
| Sídney 2000         | 0   | 0     | 0      | 0     |
| Atenas 2004         | 1   | 0     | 0      | 1     |
| Pekín 2008          | 0   | 0     | 0      | 0     |
| Londres 2012        | 0   | 0     | 0      | 0     |
| Río de Janeiro 2016 | 0   | 0     | 1      | 1     |
| Tokio 2020          | 0   | 0     | 0      | 0     |
| París 2024          | 0   | 0     | 0      | 0     |
| TOTAL               | 1   | 0     | 1      | 2     |

### Por deporte
Deportes de verano
| Evento | Oro | Plata | Bronce | Total |
| ------ | --- | ----- | ------ | ----- |
| Judo   | 0   | 0     | 1      | 1     |
| Tiro   | 1   | 0     | 0      | 1     |
| TOTAL  | 1   | 0     | 1      | 2     |